# Protestos No Kings nos Estados Unidos em 2025
Os protestos No Kings nos Estados Unidos em 2025, também conhecidos como Dia Sem Reis (em português) ou Dia Sem Sem Tiranos, foram uma série de manifestações que ocorreram em 14 de junho de 2025, no dia do desfile do 250º aniversário do Exército dos Estados Unidos e do 79º aniversário do presidente Donald Trump, em protesto contra as políticas e ações de Trump durante sua segunda presidência. Estima-se que 5 a 11 milhões de pessoas participaram de 2.100 eventos.

## Antecedentes

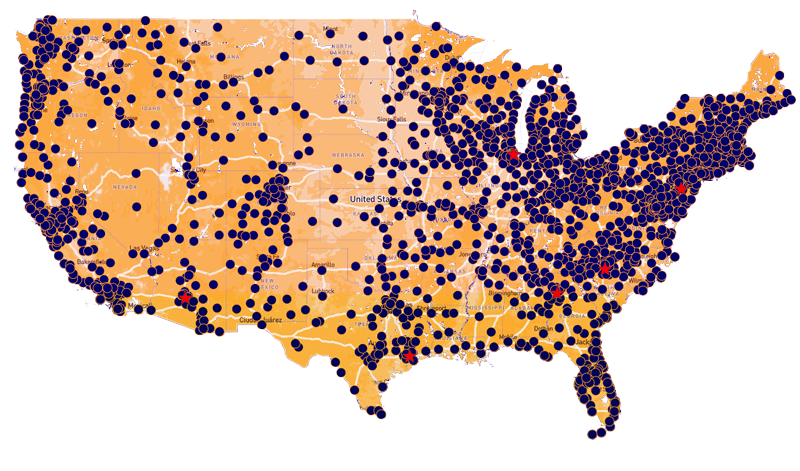
Mapa exibindo os locais dos protestos pelos Estados Unidos.

Os protestos No Kings nos Estados Unidos em 2025 visavam se opor ao desfile do 250º aniversário do Exército dos Estados Unidos, organizado pelo governo de Donald Trump. Devido ao desfile coincidir com o 79º aniversário do presidente Trump, ativistas anti-Trump interpretaram o evento como um exemplo de Trump usando as Forças Armadas dos Estados Unidos afim de orquestrar uma celebração autoritária ou monárquica para si mesmo. Os protestos seguiram vários dias de manifestações contra as ações do Serviço de Imigração e Controle de Aduanas dos Estados Unidos da América (ICE) pelos Estados Unidos, incluindo em Los Angeles, onde Trump enviou a Guarda Nacional da Califórnia e o Corpo de Fuzileiros Navais dos Estados Unidos para proteger agentes federais e propriedade federal.
Uma coalizão de cerca de 200 organizações, incluindo a Federação Americana de Professores, a União Americana pelas Liberdades Civis e os Trabalhadores das Comunicações da América, organizou os protestos. O tema No Kings (Sem Reis) foi criado pelo movimento 50501 e deriva seu nome do comportamento autoritário ou tirânico percebido de Trump e sua administração. Críticos e ativistas compararam Trump a um monarca absoluto devido ao seu desafio às ordens judiciais, deportações extralegais e desrespeito percebido pelos direitos civis. Os Democratas no Exterior organizaram protestos de solidariedade internacionalmente com o termo "Sem Tiranos", já que muitos países têm monarcas constitucionais como chefes de estado. Sua mensagem era: "Rejeitamos o autoritarismo. Rejeitamos o medo. Rejeitamos os tiranos".
Trump opôs-se publicamente às manifestações e declarou que os manifestantes que interferissem no desfile seriam "recebidos com força pesada".